# Misty May-Treanor
Misty May-Treanor, född 30 juli 1977 i Los Angeles i Kalifornien, är en amerikansk beachvolleybollspelare.
May har tillsammans med Kerri Walsh tre OS-guld (Aten 2004, Peking 2008 och London 2012) och tre VM-guld (Rio de Janeiro 2003, Berlin 2005 och Gstaad 2007). Hon har även tagit ett brons i volleyboll vid panamerikanska spelen 1999.